# 6412 Kaifu
6412 Kaifu (1993 TL2) là một tiểu hành tinh vành đai chính được phát hiện ngày 15 tháng 10 năm 1993 bởi K. Endate ở Kitami.